# Wuustwezel
Wuustwezel là một đô thị ở về phía bắc của the tỉnh Antwerpen, tại biên giới Hà Lan.
Đô thị này bắt đầu vào năm 1977, khi Wuustwezel được sáp nhập với đô thị Loenhout. Hiện đô thị này có 3 làng chính Wuustwezel, Gooreind và Loenhout, cùng hai làng nhỏ Braken và Sterbos.
Tại thời điểm ngày 1 tháng 1 năm 2006, Wuustwezel có dân số 18.338 người.
Tổng diện tích là 89,43 km²  với mật độ dân số là of 205 người trên mỗi km².
Các đô thị giáp ranh là Zundert ở Hà Lan, Kalmthout, Kapellen, Brasschaat, Brecht và Hoogstraten.